# Maximos Planudes

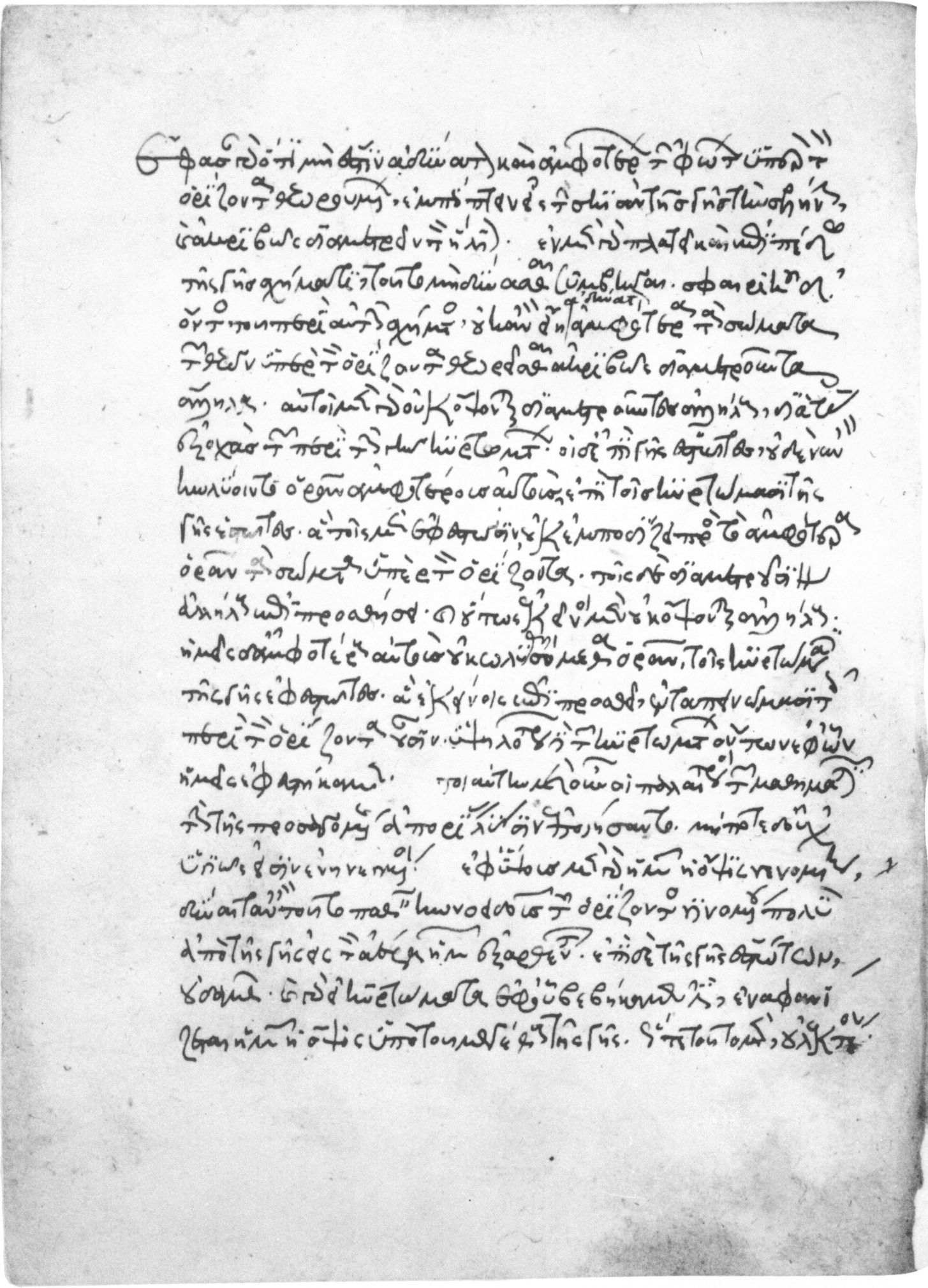
Das astronomische Lehrbuch des Kleomedes in einer von Maximos Planudes um 1290 geschriebenen Handschrift. Edinburgh, National Library of Scotland, MS. Adv. 18.7.15, fol. 52v

Maximos Planudes (griechisch Μάξιμος Πλανούδης, latinisiert Maximus Planudes; * um 1255 in Nikomedia in Bithynien; † 1330 in Konstantinopel) war ein byzantinischer Grammatiker und Theologe, der seine Blütezeit unter den Kaisern Michael VIII. und Andronikos II. hatte. Er verbrachte den größten Teil seines Lebens in Konstantinopel, wo er sich als Mönch dem Studium und der Lehre widmete. Sein Taufname war Manuel; beim Eintritt ins Kloster nahm er den Mönchsnamen Maximos an.
Planudes besaß ein bemerkenswertes Wissen über die lateinische Sprache in einer Zeit, in der Rom und Italien von den Byzantinern mit Hass und Verachtung betrachtet wurden. Dieser Fertigkeit verdankt er wohl, dass er von Andronikos 1327 als Botschafter nach Venedig geschickt wurde, um gegen den Angriff der Venezianer auf die Genueser Niederlassung in Pera zu protestieren. Ein wichtiges Ergebnis seiner Reise war, dass Planudes, vornehmlich mit seinen Übersetzungen, der griechischen Sprache und Literatur im Westen Europas den Weg bereitete.
Planudes war der Autor zahlreicher Werke zur klassischen Philologie, Geschichte und Mathematik, darunter: eine griechische Grammatik in Form von Frage und Antwort, ähnlich den Έρωτήματα (Erotémata, „Fragen“) des Manuel Moschopulos, mit einem Anhang an die sogenannten politischen Verse; eine Abhandlung über Syntax; eine Biographie des Äsop und eine Prosaversion seiner Fabeln; Scholien zu einigen griechischen Werken; zwei Gedichte in Hexametern, eines als Lobrede auf Claudius Ptolemäus, dessen Geographie Planudes wiederentdeckt und mit Landkarten versehen hatte, das andere über die plötzliche Verwandlung eines Ochsen in eine Maus; eine Abhandlung über die Rechenkunst bei den Indern; Scholien zu den beiden ersten Büchern der Arithmetik von Diophant von Alexandrien; Kommentare zu Theokrit. Darüber hinaus hinterließ er eine Sammlung von Sprichwörtern und zahlreiche Briefe.
Planudes’ vielfältige Übersetzungen aus dem Lateinischen umfassen auch Ciceros Somnium Scipionis mit einem Kommentar von Macrobius, Ovids Heroides und Metamorphosen, Boëthius’ De consolatione philosophiae, Augustinus’ De trinitate und die sogenannte Disticha Catonis. Diese Übersetzungen wurden im weiteren Verlauf des  Mittelalters als Lehrbücher für das Griechische sehr populär. Am bekanntesten ist Planudes als Bearbeiter der Griechischen Anthologie, einer bedeutenden Sammlung griechischer Epigramme aus Antike und Mittelalter, die in seiner Fassung (Anthologia Planudea) zuerst gedruckt und so der gelehrten Welt bekannt wurden.

## Ausgaben
Planudes’ Übersetzungen aus dem Lateinischen
- Vincenzo Ortoleva (Hrsg.): Maximus Planudes: Disticha Catonis in Graecum translata. Rom 1992
- Annamaria Pavano (Hrsg.): Maximus Planudes: M. Tulli Ciceronis Somnium Scipionis in Graecum translatum. Rom 1992
- Anastasios Ch. Megas (Hrsg.): Macrobii commentariorum in „Somnium Scipionis“ libri duo in linguam Graecam translati. Thessaloniki 1995
- Manolis Papathomopoulos (Hrsg.): Anicii Manlii Severini Boethii De consolatione philosophiae. Traduction grecque de Maxime Planude. The Academy of Athens, Athen 1999, ISBN 2-7116-8333-8 (kritische Ausgabe)

Weitere Werke
- Jean-François Boissonade (Hrsg.): Anecdota Graeca, 6 Bände, 1829–1844, Nachdruck 1962
- Carl Immanuel Gerhardt (Hrsg.): Maximus Planudes: Das Rechenbuch. Nach den Handschriften der kaiserlichen Bibliothek zu Paris. H. W. Schmidt, Halle 1865 (BSB digital, abgerufen am 11. Februar 2021)
- Jacques-Paul Migne (Hrsg.): Patrologiae cursus completus, Series Graeca, Band 147, 1865 (theologische Schriften)
- Pietro Luigi M. Leone: Maximi Monachi Planudis Epistulae. Amsterdam 1991 (= Classical and Byzantine Monographs 18)
- Kai Brodersen, Christiane Brodersen: Planudes, Rechenbuch, griechisch und deutsch. Berlin 2020 (= Sammlung Tusculum). ISBN 978-3-11-071192-9